# Carla Herrera Prats
Carla Herrera Prats (Ciudad de México,1973-2019) fue una artista conceptual y curadora, sus proyectos giraron en torno a la fotografía y la investigación archivística y estética. Fue co-fundadora del Camel Collective, que integró a un grupo de artistas y escritores, así como docente en la Universidad de Columbia, Cooper Union, el Instituto de Artes de California, La Escuela del Museo de Bellas Artes de Boston y el Departamento de Estudios Visuales y Ambientales Universidad de Harvard. Entre sus aportaciones al campo de las artes, resaltó la enseñanza de la historia de la fotografía en México, Estados Unidos y países de Latinoamérica a partir de la recopilación de contenidos de diferentes artistas y fotógrafos.

## Biografía
Estudió la licenciatura en Artes plásticas en La Escuela Nacional de Pintura, Escultura y Grabado, La Esmeralda, de donde se graduó con la tesis Detrás de un hombre; realizó una maestría en fotografía en el Instituto de las Artes de California, fue becaria del Programa Independiente de Estudios Whitney, en Nueva York, así como directora y consejera del programa de verano SOMA en la Ciudad de México. Recibió las becas Jóvenes Creadores del FONCA, la beca Interdisciplinary Grant de CalArts y el apoyo de la Colección Jumex. La artista mostró su trabajo  en países como Canadá, Colombia, Japón, Filipinas, Puerto Rico, y los Estados Unidos, así como en sedes del Centre Vu, Artists Space y el Contemorary Museum de Baltimore.
El curador e investigador Irving Domínguez, menciona que: 
Buena parte de la obra realizada por Carla Herrera-Prats durante el periodo 2004-2009 involucra documentos provenientes de archivos históricos bajo el cuidado de instituciones gubernamentales, u organizados a partir de sus pautas, que son interpretados desde una posición crítica aplicada a la estructura propia del acervo elegido con el fin de analizar su metodología, el trasfondo ideológico bajo el cual fue establecido, sus funciones actuales, así como los materiales en sí, ya caracterizados como documentos históricos. Este proceso analítico es objetivado a través de estrategias de reordenamiento y extensión del archivo que implican la recatalogación de los documentos, la generación de nuevas colecciones o la inclusión de nuevos materiales no considerados como depositarios de memoria social.
Su arte se caracterizó por examinar las relaciones entre texto e imagen a través de la fotografía, la escultura y la performance, en México exhibió su trabajo en instituciones como el Centro de la Imagen, el Museo Universitario Arte Contemporáneo (MUAC) y la Sala de Arte Público Siqueiros:
“Espero que el trabajo les haga pensar no solo en la inmigración y el trabajo, sino también. . . qué pasa con los objetos de arte una vez que habitan el espacio de la galería”, dijo una vez en una entrevista con LatinArt. “Espero que el proyecto permita una reflexión sobre quién constituye un trabajador y la propia relación de la audiencia con el trabajo. Creo que hoy en día definir a la clase trabajadora es más difícil que nunca: el trabajo en sí se ha vuelto tan fragmentado y se ha apoderado de todos los aspectos de la vida”.